# Lokal-Global-Prinzip (Zahlentheorie)
Als Lokal-Global-Prinzip (Hasse-Prinzip) bezeichnet man in der Zahlentheorie verschiedene Prinzipien, mit denen in manchen Fällen aus der Lösbarkeit diophantischer Gleichungen modulo aller Primzahlen auf die Lösbarkeit der ursprünglichen Gleichung geschlossen werden kann.
Der Name stammt von modernen Formulierungen, nach der die Lösbarkeit in globalen Körpern aus der Lösbarkeit in deren Vervollständigungen (den lokalen Körpern) gefolgert wird.

## Reduktion diophantischer Gleichungen und chinesischer Restsatz
Eine diophantische Gleichung ist eine Gleichung der Form
{\displaystyle f(x_{1},x_{2},x_{3},\dotsc ,x_{n})=0},
wobei {\displaystyle f} eine gegebene Polynomfunktion mit ganzzahligen Koeffizienten ist und nur ganzzahlige Lösungen gesucht werden.
Wenn {\displaystyle (x_{1},x_{2},x_{3},\ldots ,x_{n})} eine ganzzahlige Lösung ist, dann sind offensichtlich auch für jede ganze Zahl {\displaystyle p} die Restklassen modulo {\displaystyle p}
{\displaystyle \left[x_{1}\right],\left[x_{2}\right],\left[x_{3}\right],\ldots ,\left[x_{n}\right]\in \mathbb {Z} /p\mathbb {Z} }
Lösungen der modulo {\displaystyle p} „reduzierten“ Gleichung
{\displaystyle f(\left[x_{1}\right],\left[x_{2}\right],\left[x_{3}\right],\dotsc ,\left[x_{n}\right])=\left[0\right]\in \mathbb {Z} /p\mathbb {Z} .}
Es ist {\displaystyle (x_{1},x_{2},x_{3},\ldots ,x_{n})} sogar genau dann eine ganzzahlige Lösung, wenn für alle Primzahlen {\displaystyle p} die reduzierte Gleichung modulo {\displaystyle p} gilt. Mithilfe des chinesischen Restsatzes erhält man außerdem, dass {\textstyle f\equiv 0\mod m}  genau dann für jede natürliche Zahl {\displaystyle m\in \mathbb {N} } lösbar ist, falls {\textstyle f\equiv 0\mod p^{k}} für jede Primzahl {\displaystyle p} und jede natürliche Zahl {\displaystyle k\in \mathbb {N} } eine Lösung besitzt.
Es trifft aber im Allgemeinen nicht zu, dass aus der Lösbarkeit der Gleichungen modulo jeder Primzahl oder sogar Primpotenz auch die Lösbarkeit in ganzen Zahlen folgt. Zum Beispiel hat die Gleichung
{\displaystyle (x^{2}-2)(x^{2}-3)(x^{2}-6)=0}
keine ganzzahlige Lösung, sie ist aber modulo jeder Primzahl {\displaystyle p} lösbar, weil stets mindestens eine der Zahlen {\displaystyle 2,3,6} ein quadratischer Rest ist.
Lokal-Global-Prinzipien werden heute in der Regel mittels der Vervollständigungen der rationalen Zahlen {\displaystyle \mathbb {Q} } formuliert, also der p-adischen Zahlen {\displaystyle \mathbb {Q} _{p}} (für alle Primzahlen {\displaystyle p}) und der reellen Zahlen {\displaystyle \mathbb {R} }. Man sagt dann, dass eine Gleichung {\displaystyle f(x_{1},x_{2},x_{3},\dotsc ,x_{n})=0}, wobei {\displaystyle f} eine Polynomfunktion mit rationalen Koeffizienten ist, dem Lokal-Global-Prinzip genügt, wenn aus der Lösbarkeit in {\displaystyle \mathbb {R} } und in {\displaystyle \mathbb {Q} _{p}} für alle Primzahlen {\displaystyle p} die Lösbarkeit der ursprünglichen Gleichung in {\displaystyle \mathbb {Q} } folgt. Bjorn Poonen und Felipe Voloch haben bewiesen, dass die Brauer-Manin-Obstruktion die einzige Obstruktion für das Lokal-Global-Prinzip ist.

## Lokal-Global-Prinzip für quadratische Formen (Satz von Hasse-Minkowski)
Der Satz von Hasse-Minkowski besagt, dass das Lokal-Global-Prinzip für das Problem der Darstellung der Null durch eine gegebene quadratische Form über dem Körper der rationalen Zahlen (das ist der ursprüngliche Satz von Minkowski) oder allgemeiner über einem Zahlkörper (das bewies Hasse 1921 in seiner Dissertation) gilt.
Wenn also
{\displaystyle f(x_{1},x_{2},x_{3},\dotsc ,x_{n})=\sum _{i=1}^{n}\sum _{j=1}^{n}a_{ij}{x_{i}}{x_{j}}}
eine quadratische Form mit Koeffizienten {\displaystyle a_{ij}} in einem Zahlkörper (zum Beispiel dem Körper der rationalen Zahlen {\displaystyle \mathbb {Q} }) ist, dann folgt aus der Existenz von nichttrivialen Nullstellen in {\displaystyle \mathbb {R} } und in allen p-adischen Vervollständigungen bereits die Existenz einer nichttrivialen Nullstelle im Zahlkörper.
Dieses Prinzip lässt sich nicht auf kubische Polynome verallgemeinern. Die Gleichung {\displaystyle 3x^{3}+4y^{3}+5z^{3}=0} hat nichttriviale Lösungen in {\displaystyle \mathbb {R} } und in allen {\displaystyle \mathbb {Q} _{p}}, aber nicht in {\displaystyle \mathbb {Q} } (Ernst Sejersted Selmer). Auch die Fermat-Gleichung {\displaystyle x^{n}+y^{n}=z^{n}} hat Lösungen in allen {\displaystyle \mathbb {Q} _{p}} und {\displaystyle \mathbb {R} }, aber nicht in den rationalen Zahlen.
Eng mit dem Lokal-Global-Prinzip für quadratische Formen hängt das Hasse-Prinzip für algebraische Gruppen zusammen. Dieses besagt, dass man für eine einfach zusammenhängende algebraische Gruppe über einem Zahlkörper {\displaystyle k} einen Isomorphismus der Galois-Kohomologie
{\displaystyle H^{1}(k,G)\to \Pi _{k_{s}}H^{1}(k_{s},G)}
hat, wobei {\displaystyle k_{s}} alle Vervollständigungen von {\displaystyle k} durchläuft. Dieses Prinzip wurde beim Beweis der Weil-Vermutung für Tamagawa-Zahlen und des starken Approximationssatzes in algebraischen Gruppen verwandt.